# Amsterdam (1652-1653 Amsterdam)
De Amsterdam was een fregat van de Admiraliteit van Amsterdam met een bewapening van 30 stukken. Het schip is van 1652 tot 1653 in dienst geweest bij de Admiraliteit.